# Honda NX 650 Dominator
Le Honda NX 650 Dominator est une moto de type trail monocylindre produite par Honda.

## Historique
La Honda NX 650 Dominator apparaît sur le marché français dans le courant de l'année 1988. Le marché du trail (essentiellement monocylindre) qui avait connu une belle envolée à la fin des années 1970 et au début des années 1980, s'est stabilisé.
La Dominator remplace les XL 600 LM et XL 600 RM. Moins orientée tout-terrain que ses aînées, elle confirme la tendance du marché à se tourner vers des machines bien équipées. Ses concurrentes de l'époque se nomment entre autres Suzuki DR 650RS, Yamaha XT 600 Ténéré, Kawasaki Tengaï, Aprilia Pegaso, et plus récemment BMW F 650.
Par rapport aux 600 XL LM et RM, la cylindrée a été portée à 650 cm3, le cadre a été renforcé, le freinage a été amélioré par l'adoption d'un disque à l'arrière et l'échappement a été dédoublé. Le monocylindre RFVC (chambres de combustion à quatre soupapes radiales) a gagné un peu plus de 50 cm3 (644 contre 591 cm3) et deux chevaux supplémentaires (46 contre 44 ch). Mais c'est surtout au niveau du couple maximal (5,8 kg m contre 5 kg m), disponible à plus bas régime (5 000 tr/min contre 5 500 tr/min), que la différence est la plus sensible. Parmi les autres modifications, on note une chaîne de distribution allégée à tension automatique, un gros carburateur de 40 mm de diamètre et un décompresseur automatique pour réduire l'effort à produire sur le kick. Ce dernier, pourtant fort utile en cas de panne de batterie ou de démarreur, sera supprimé à partir du millésime 1990.
À partir de 1992, la base mécanique reste la même, mais la Dominator change de look. Les principales modifications portent sur une nouvelle tête de fourche (qui intègre les clignotants avant), un réservoir de plus grande capacité à bouchon intégré, une coque arrière redessinée, et un nouveau porte-paquets. Le tableau de bord est lui aussi quelque peu modifié.
En 1996, la Dominator connait un nouveau changement d'apparence, et reçoit également des modifications mécaniques (moteur et partie-cycle). Le dessin des carénages est à nouveau entièrement revu afin de moderniser la ligne de la moto. Le type mine devient « RD08 » (« RD02 » sur les modèles de 1988 à 1995) et elle désormais fabriquée en Italie.
Elle termine sa carrière en 1999, date de l'arrêt de la production.

## Relance du modèle
En mai 2022, Honda dépose un nouveau nom de modèle « NX500 ». Ce libellé laisse entrevoir un potentiel renouveau du modèle dans une déclinaison 500 cm3, dont la motorisation serait homogène avec les autres exemplaires de moyenne cylindrée en production à ce moment disposant elles-aussi de moteurs de 500 cm3 : CB 500F, CB 500X, etc.
Aucune annonce de Honda ne vient confirmer ces rumeurs.